# Домовой (замысел Достоевского)
«Домовой» — задуманный, но ненаписанный рассказ русского писателя XIX века Фёдора Михайловича Достоевского. Замысел произведения возник у писателя в 1847—1848 годах.

## Возникновение замысла
Рассказ «Домовой», предположительно, должен был стать частью цикла «Рассказов бывалого человека». Первые сведения о замысле были опубликованы в 1930 году в 6 номере ежемесячного литературно-художественного и общественно-политического журнала «Звезда».
Замысел «Домового», датируемый 1847—1848 годами, относится к «петербургским текстам» первого периода творчества Достоевского, наряду с такими произведениями как «Бедные люди», «Двойник», «Хозяйка». К его возникновению, по мнению литературоведов, писателя подтолкнуло пребывание в Главном инженерном училище, где он на себе прочувствовал военную службу, а на учениях и во время лагерной жизни мог познакомиться с солдатской массой.
Одновременно данный замысел попадает в начало периода 1848—1859 годов, значительно повлиявшего на всю дальнейшую личную и творческую биографию писателя. В это время Достоевский увлекается идеями утопического социализма, интересуется деятельностью и принимает участие в кружках Петрашевского, Дурова и Спешнева. Несмотря на возникший к этому времени разлад с участниками кружка «Современника», критики, в частности Павел Васильевич Анненков, отмечали близость писателя в эти годы к общему направлению «натуральной школы». Вместе с этим, творчество Достоевского в 1840-е годы отличалось своеобразным выведением в центр нравственно-психологических проблем, что отметил уже в те годы Валериан Николаевич Майков. Достоевскому «самое общество интересно по влиянию его на личность индивидуума».
Также исследователи творчества Достоевского отмечали, что из мемуаров брата писателя Андрея Михайловича известно, как в детстве их нянюшка Алёна Фроловна часто по утрам вполне серьёзно рассказывала о душившем её ночью домовом. Детские воспоминания могли способствовать тому, что писатель решил обратиться к классическому русскому фольклору и отразить свои впечатления в замысле.